# Stefan Bielmeier
 Stefan Bielmeier  (* 18. Juli 1966 in Schweinfurt) ist ein deutscher Volkswirt. Er ist seit 2021 Mitglied des Vorstands und Chief Investment Officer der DZ Privatbank.

## Werdegang
Nach Abschluss seines Studiums der Volkswirtschaftslehre an der Universität Regensburg im Jahr 1996 war Bielmeier bei der Deutschen Bank zuerst für die Erstellung von ökonometrischen Prognosemodellen zuständig, später verantwortete er auch die volkswirtschaftliche Analyse in Deutschland sowie die Bereiche Asset Allocation und Aktienstrategie. Ab 2010 war Bielmeier Chefvolkswirt sowie Bereichsleiter Research und Volkswirtschaft der DZ BANK. Seit Januar 2021 ist er Mitglied des Vorstands und Chief Investment Officer der DZ Privatbank. Er äußert sich regelmäßig zu aktuellen wirtschaftlichen Themen in fast allen nationalen Wirtschaftsmedien und veröffentlicht seine Analysen und Prognosen im eigenen Blog. Laut FAZ-Ökonomenranking zählt Bielmeier zu den meistzitierten Ökonomen in Deutschland.

## Mandate und Mitgliedschaften
- Mitglied des Vorstands und Chief Investment Officer DZ Privatbank[1][2]
- Vorstandsmitglied des GenossenschaftshistorischenInformationszentrums[4] des Bundesverbands der Deutschen Volksbanken und Raiffeisenbanken
- Mitglied im The Conference Board

## Schriften
- „Credit Analyst“[5], Oliver Everling, Jens Leker, Stefan Bielmeier, De Gruyter Oldenbourg, 2015
- „Geschäftsmodellanalyse, Praxisorientierter Umgang mit neuen SREP - und MaRisk-Anforderungen“(Gastautor), Finanz Colloquium Heidelberg, 2016